# Campanile di Ivan il Grande
Il campanile di Ivan III il Grande (in russo Колокольня Ивана Великого?, Kolokolʾnja Ivana Velikovo) è la torre più alta del complesso del Cremlino di Mosca, con un'altezza totale di 81 m. Fu costruito nel 1508 per le cattedrali ortodosse nella piazza delle Cattedrali, ovvero la cattedrale della Dormizione, la cattedrale dell'Arcangelo Michele, e la cattedrale dell'Annunciazione, che non hanno un proprio campanile.